# 由利高原鉄道YR-1000形気動車
由利高原鉄道YR-1000形気動車（ゆりこうげんてつどうYR-1000がたきどうしゃ）は、かつて由利高原鉄道鳥海山ろく線で運用された気動車である。一般公募により「おばこ」の愛称がつけられていた。
1985年（昭和60年）8月に4両、1988年（昭和63年）1月に1両の計5両が製造された。のちに冷房搭載、エンジン換装の改造を受けた車両はYR-1500形に改番され、2014年（平成26年）12月まで運用された。本項ではYR-1500形についても併記する。

## 概要
1985年（昭和60年）10月1日に日本国有鉄道（国鉄）矢島線を第三セクター鉄道に転換し、由利高原鉄道鳥海山ろく線として開業するために新潟鐵工所で製造された気動車である。新潟鐵工所が地方交通線用として開発したディーゼル動車(NDC)の初の導入事例である。当初は国鉄の中古車を使用する計画だったが、保守、運行コスト、観光客誘致の観点から新製車両の導入に変更された。車体長短縮による軽量化で省エネルギーを図っている。所要5両に対し、資金事情から当初4両のみ新製され、1988年（昭和63年）に1両が追加された。一般公募により「おばこ」の愛称がつけられた。
2001年（平成13年）8月から2003年（平成15年）8月にかけて4両に冷房化、エンジン換装などの改造工事が施工され、YR-1500形に改番される一方 、2003年12月に1両（YR-1004）が廃車された。YR-1500形に改造された4両もYR-3000形に置き換えられ、2011年（平成23年）8月から2014年（平成26年）12月にかけて廃車され、形式消滅した。

## 車体
新潟鐵工所製の地方交通線用気動車NDCの初の導入事例である。軽量化による省エネルギーを狙い、車体長は14,800 mmとなった。乗務員室は左隅式とされ、連結運転時に車両間を乗客が往来できるよう正面に貫通扉が設けられた。前面窓は熱線入りとなっている。前照灯は当初窓下に左右各1個が設置されていたが、1987年（昭和62年）度に正面屋根上に2個が追設され、YR-1005は貫通扉上に2個を増設した形で新造された。客用扉は幅850 mmのものが片側2か所、運転室直後に1か所、反対側の小窓一枚を挟んだ車端にもう1か所が設けられた。乗務員扉はない。扉間には上段固定、下段上昇の窓6組が設置されたが、戸袋部に窓はない。外部塗装も一般公募されたもので、車体外側上半分はアイボリー、下半分はグレー、中間に赤い帯がまかれ、帯の客用扉付近は由利高原鉄道の頭文字Yがデザインされた形になっている。側面運転席窓下には社章が描かれた。車内保温のため扉は半自動式とされた。すべての扉が閉じていないとエンジンが起動しない安全装置が設置されている。
車内中央部には4人掛けボックスシート10組が設けられたが、車内左右で1組分は前後方向にずれて設置されている。それ以外の部分はワンマン運転時に旅客の流れをスムーズにするためロングシートとなった。壁面および天井はクリーム色、シートはエンジ色、室内灯にはカバーが設けられた。全列車ワンマン運転を前提としたため、運賃箱などのワンマン運転設備と、観光案内にも対応した自動放送装置が設けられた。YR-1005は車内配色が異なるほか、イベント対応としてカラオケ用ビデオが設置された。

## 走行装置
エンジンは新潟鐵工所製6H13AS（169 kW / 2,000 rpm）を1基搭載、動力はDB115液体変速機を介して台車に伝達される。前位側台車は1軸駆動の動台車NP117D、後位側は従台車NP117Tで、いずれもコイルばね式である。動台車は偏心台車で、台車中心から前位側車輪までの距離が1,000 mm、動軸である後位側車輪までの距離が800 mmとなっている。制動装置はDE1A自動空気ブレーキを採用した。

## 空調装置
暖房装置はエンジン排熱を利用した分散型温風式である。冷房装置はない。

## YR-1500形への改造
2001年（平成13年）8月から2003年（平成15年）8月にかけてYR-1001、1002、1003、1005の4両に対して、機関直結式、能力34.9 kW(30,000 kcal/h)の冷房装置を設置するとともにパワーアップをはかるためエンジンをDMF13HZに交換する工事が施工され、YR-1500形YR-1501・1502・1503・1505に改番された。当初はYR-1000形全車が改造される計画だったが、YR-1004は改造されないまま2003年（平成15年）12月に廃車された。エンジンは出力243 kW(330 PS)のものを184 kW(250 PS)に絞って使用した。扉の開閉操作を容易化するため、客用扉を押しボタンによる半自動式に変更、信頼性を向上するため保安ブレーキの二重化が図られた。YR-1501 – 1503は外部塗装が上半分黄色、下半分緑に変更された。ワンマン運転関連機器と座席表布が交換され、蛍光灯が5本増設された。

## 廃車
YR-1004はYR-1500形に改造されることなく、2003年（平成15年）12月に廃車された。YR-1500形に改造された4両もYR-3000形に置き換えられ、2011年（平成23年）8月から2014年（平成26年）12月にかけて廃車され、形式消滅した。

## 車歴
| 車両番号 | 製造      | 新番号 | エンジン換装 | 廃車       |
| -------- | --------- | ------ | ------------ | ---------- |
| 1001     | 1985年8月 | 1501   | 2002年9月    | 2014年12月 |
| 1002     | 1985年8月 | 1502   | 2002年8月    | 2014年7月  |
| 1003     | 1985年8月 | 1503   | 2001年8月    | 2012年10月 |
| 1004     | 1985年8月 | -      | -            | 2003年12月 |
| 1005     | 1988年1月 | 1505   | 2003年8月    | 2011年8月  |

## 運用

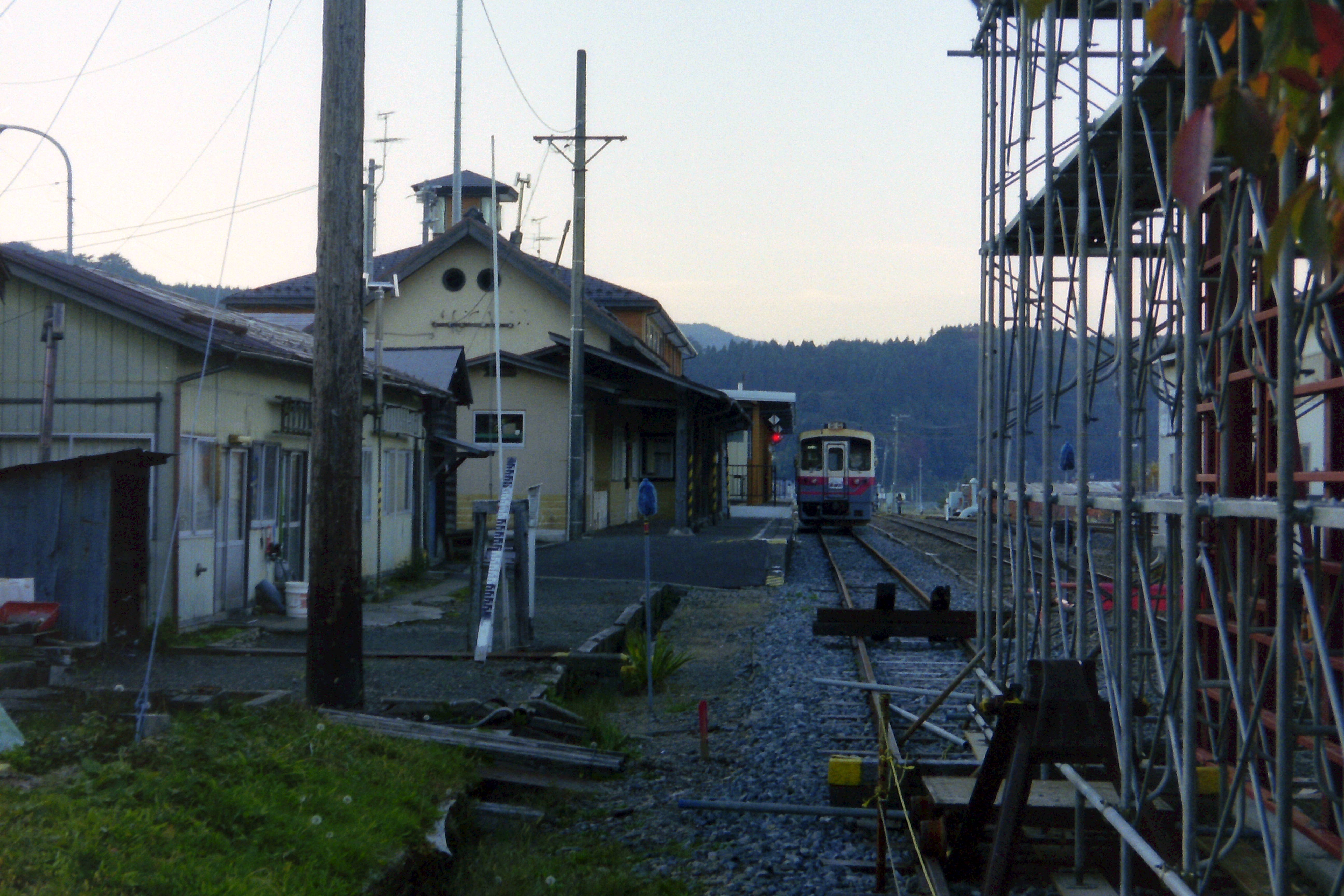
矢島駅に停車するYR-1000形
2000年11月

1985年（昭和60年）10月1日に国鉄矢島線を転換し、由利高原鉄道鳥海山ろく線として開業した際に導入された。当初は国鉄の中古車を使用する計画だったが、保守、運行コスト、観光客誘致の観点から新製車両の導入に変更された。所要5両に対し、当初は4両のみが製造され、後年1両が追加されている。全列車ワンマン運転を前提とし、1両から3両の編成で鳥海山ろく線羽後本荘駅 – 矢島駅で運転された。YR-1501、1502、1503の退役にあたってはそれぞれ特別運行が行われた。

### 書籍
- 寺田 祐一『私鉄気動車30年』JTBパブリッシング、2006年。ISBN 4-533-06532-5。

### 雑誌記事
- 『鉄道ファン』通巻295号（1985年11月・交友社）
  - 鉄道ファン編集部「9番目のマイレール 由利高原鉄道 YR-1000 完成」 pp. 58-59
  - 「付図 RF24006 由利高原鉄道 ディーゼル動車　形式 YR-1000」

- 『鉄道ピクトリアル』通巻464号「新車年鑑1986年版」（1986年5月・電気車研究会）
  - 藤井 信夫、大幡 哲海、岸上 明彦「各社別車両情勢」 pp. 84-96
  - 由利高原鉄道（株） 技術部長 葛西 栄三「由利高原鉄道 鳥海山麓線YR-1000形」 pp. 99
  - 「民鉄車両諸元表」 pp. 161-162
  - 「竣工月日表」 pp. 162-172

- 『鉄道ピクトリアル』通巻512号「新車年鑑1989年版」（1989年5月・電気車研究会）
  - 藤井 信夫・大幡 哲海・岸上 明彦「各社別車両情勢」 pp. 93-123
  - 「竣工月日表」 pp. 232-242

- 『鉄道ピクトリアル』通巻723号「鉄道車両年鑑2002年版」（2002年10月・電気車研究会）
  - 由利高原鉄道（株）運輸課 高橋 博「由利高原鉄道 YR1500形」 pp. 124
  - 「民鉄車両諸元表」 pp. 164-166
  - 「2001年度車両動向」 pp. 190-200
- 『鉄道ピクトリアル』通巻738号「鉄道車両年鑑2003年版」（2003年10月・電気車研究会）
  - 「車両データ 2002年度」 pp. 208-219
- 『鉄道ピクトリアル』通巻753号「鉄道車両年鑑2004年版」（2004年10月・電気車研究会）
  - 「車両データ 2003年度」 pp. 216-227
- 『鉄道ピクトリアル』通巻862号「【特集】東北のローカル私鉄」（2012年5月・電気車研究会）
  - 服部 朗宏「現存 東北ローカル私鉄の気動車 現有車と少し昔の在籍車」 pp. 40-45
- 『鉄道ピクトリアル』通巻868号「鉄道車両年鑑2012年版」（2012年10月・電気車研究会）
  - 「車両データ 2011年度」 pp. 220-231
- 『鉄道ピクトリアル』通巻881号「鉄道車両年鑑2013年版」（2013年10月・電気車研究会）
  - 「車両データ 2012年度」 pp. 217-228
- 『鉄道ピクトリアル』通巻909号「鉄道車両年鑑2015年版」（2015年10月・電気車研究会）
  - 岸上 明彦「2014年度民鉄車両動向」 pp. 119-151
  - 「車両データ 2014年度」 pp. 237-248

### Web資料
- “台車近影 NP117D NP117T / 由利高原鉄道YR-1000形” (2008年10月30日). 2017年2月11日閲覧。
- “由利高原鉄道でYR-1500形最後の3両運転”.   railf.jp (2012年10月1日). 2017年2月5日閲覧。
- “由利高原鉄道で『サヨナラ1502』運転”.   railf.jp (2014年7月14日). 2017年2月5日閲覧。
- “由利高原鉄道で『さよならYR1501』記念運行”.   railf.jp (2014年12月27日). 2017年2月5日閲覧。